# 奧爾利采河畔布蘭迪斯
奧爾利采河畔布蘭迪斯是捷克的城鎮，位於該國北部，距離霍采尼5公里，由帕爾杜比采州負責管轄，面積4.33平方公里，海拔高度305米，2006年人口1,434。

## 外部連結
- Municipal website （页面存档备份，存于） (in Czech)